# Shandong Taishan
Shandong Taishan Football Club is een Chinese voetbalclub uit Jinan. De club is opgericht in 1988. De thuiswedstrijden worden gespeeld in het Shandong Stadium, dat plaats biedt aan 43.700 toeschouwers. De clubkleuren zijn rood-blauw.
Shandong (Luneng) Taishan is in China een van de meest succesvolle clubs. Niet alleen het eerste elftal, maar ook de jeugd wint prijzen. In 2005 waren de -15, -17 en -19 elftallen van de club kampioen in China. Sinds de oprichting van de Super League is het -15 team elk jaar nog kampioen geweest.

## Erelijst
- Super League

Winnaar (1): 2001, 2006, 2008, 2021
Runner up (1): 2004
- Jia League A

Winnaar (1): 1999,
- Beker van China

Winnaar (5): 1995, 1999, 2004, 2006, 2020, 2021, 2022
Runner up (5): 1996, 2005, 2011, 2018, 2019
- CSL Cup

Winnaar (1): 2004
- A3 Champions Cup

Runner up (1): 2007

## Bekende (oud-)spelers
- Fred Benson
- Papiss Cissé
- Casiano Delvalle
- Marinko Galič
- Darko Anić
- Igor Gluščević
- José Oscar Herrera
- Nii Lamptey
- Gabriel Mendoza
- Marius Niculae
- Márcio Santos
- Ryan McGowan
- Graziano Pellè
- Marouane Fellaini